# Kanton Saint-Genest-Malifaux
Der Kanton Saint-Genest-Malifaux war bis 2015 ein französischer Wahlkreis im Arrondissement Saint-Étienne, im Département Loire und in der Region Rhône-Alpes. Er umfasste acht Gemeinden, Hauptort war Saint-Genest-Malifaux. Vertreter im conseil général des Départements war zuletzt von 2004 bis 2015 Jean Gilbert (parteilos).

## Gemeinden
| Gemeinde                | Einwohner Jahr | Fläche km² | Bevölkerungsdichte | Code INSEE | Postleitzahl |
| ----------------------- | -------------- | ---------- | ------------------ | ---------- | ------------ |
| Le Bessat               | 417 (2013)     | 10,06      | 41 Einw./km²       | 42017      | 42660        |
| Jonzieux                | 1186 (2013)    | 10,32      | 115 Einw./km²      | 42115      | 42660        |
| Marlhes                 | 1349 (2013)    | 32,6       | 41 Einw./km²       | 42139      | 42660        |
| Planfoy                 | 999 (2013)     | 12,27      | 81 Einw./km²       | 42172      | 42660        |
| Saint-Genest-Malifaux   | 2901 (2013)    | 47,08      | 62 Einw./km²       | 42224      | 42660        |
| Saint-Régis-du-Coin     | 379 (2013)     | 20,4       | 19 Einw./km²       | 42280      | 42660        |
| Saint-Romain-les-Atheux | 972 (2013)     | 14,68      | 66 Einw./km²       | 42286      | 42660        |
| Tarentaise              | 448 (2013)     | 12,57      | 36 Einw./km²       | 42306      | 42660        |